# Мітохондріальна ДНК

Схема мітохондріальної ДНК людини

Мітохондріальна ДНК або мтДНК — кільцева молекула ДНК, локалізована в мітохондріях, цитоплазматичних органелах більшості клітин еукаріотів, що мають вигляд ниткоподібних або гранулярних утворень. Локалізація мтДНК відрізняється від локалізації більшості ДНК еукаріотів, розташованої в ядрах клітин. Часто стверджується, що мітохондріальна ДНК успадковується тільки по материнській лінії, але 2018 року були знайдені 17 осіб із 3 сімей, які успадкували мтДНК від обох батьків.
Мітохондріальна ДНК людини стала першою значною частиною людського геному, що вдалося секвенувати. Це секвенування показало, що мтДНК людини включає 16569 пар основ і кодує 13 білків.

## Еволюція мтДНК

На відміну від більшості генетичних продуктів, які закодовано у ядерній ДНК, частина генетичних продуктів мітохондрій кодується її власною ДНК, яка на ранніх стадіях еволюції життя на Землі еволюціонувала окремо. Мітохондріальна ДНК, як і ДНК пластид, була отримана клітинами стародавніх еукаріотів від бактерій (у випадку мтДНК — альфа-протеобактерій) в результаті ендосимбіозу.

## Будова і різноманітність геному
В усіх організмах існує шість основних видів мітохондріального геному, класифікованих за будовою, розміром, наявністю інтронів або плазмідоподібних структур, а також за тим, чи є генетичний матеріал окремою молекулою або ж сукупністю гомогенних чи гетерогенних молекул.
У багатьох одноклітинних організмів (наприклад, війчаста Tetrahymena і зелена водорість Chlamydomonas reinhardtii), а в окремих випадках і у багатоклітинних (як-то у деяких видів кнідарій), мтДНК є лінійною ДНК. Більшість з цих лінійних мтДНК мають незалежні від теломерази теломери (тобто кінці лінійної ДНК) з різними способами реплікації, що робить їх цікавими предметами досліджень, оскільки багато з цих одноклітинних організмів з лінійною мтДНК є відомими патогенами.
| Тип геному | Царство                  | Інтрони | Розміри            | Вигляд    | Опис                                                |
| ---------- | ------------------------ | ------- | ------------------ | --------- | --------------------------------------------------- |
| 1          | Тварини                  | Ні      | 11 000–28 000 п.о. | Кільцовий | Одиночна молекула                                   |
| 2          | Гриби, Рослини, Протисти | Так     | 19 000–1 млн п.о.  | Кільцовий | Одиночна молекула                                   |
| 3          | Гриби, Рослини, Протисти | Ні      | 20 000–1 млн п.о.  | Кільцовий | Великомолекулярні та малі плазмідоподібні структури |
| 4          | Протисти                 | Ні      | 1000–200 000 п.о.  | Кільцовий | Сукупність неоднорідних молекул                     |
| 5          | Гриби, Рослини, Протисти | Ні      | 1000–200 000 п.о.  | Лінійний  | Сукупність однорідних молекул                       |
| 6          | Протисти                 | Ні      | 1000–200 000 п.о.  | Лінійний  | Сукупність неоднорідних молекул                     |

### У тварин
Більшість (двобічносиметричних) тварин мають кільцевий мітохондріальний геном. Однак у кладах медуз і вапнякових губок є види з лінійними мітохондріальними хромосомами. За деякими винятками, мітохондріальна ДНК тварин має 37 генів: 13 генів білків, 22 генів тРНК і 2 гени рРНК.
Мітохондріальні геноми тварин мають довжину в середньому близько 16 000 пар основ. Найдовший мітохондріальний геном серед усіх тварин має церіантарія Isarachnanthus nocturnus — 80 923 пар основ. Найкоротший же відомий мітохондріальний геном серед тварин належить реброплаву Vallicula multiformis, який складається з 9961 пар основ.
У лютому 2020 року було виявлено паразитичний вид анаеробних кнідарій, Henneguya salminicola, у якого відсутній мітохондріальний геном, але зберігаються структури, які, ймовірно, є похідними від мітохондрій. Більш того, гени ядерної ДНК, що беруть участь в аеробному диханні, реплікації і транскрипції мітохондріальної ДНК, або є геть відсутніми, або ж присутні тільки у вигляді псевдогенів. Це перший відомий багатоклітинний організм, у якого відсутнє аеробне дихання і живе зовсім без залежності від кисню.

### У рослин і грибів
У рослин і грибів існує три різних типи мітохондріальних геномів.

### У протистів
Протисти містять найрізноманітніші мітохондріальні геноми, у цьому царстві знайдено п’ять різних типів.
Найкоротший мітохондріальний геном, секвенований на сьогоднішній день, — це мтДНК паразита Plasmodium falciparum розміром 5967 пар основ.
Ендосимбіотичне перенесення генів, процес, за допомогою якого гени, закодовані в мітохондріальному геномі, передаються в основний геном клітини, ймовірно, пояснює, чому складніші організми, такі як люди, мають коротші мітохондріальні геноми, ніж простіші організми, такі як протисти.

#### мтДНК евгленових
Мітохондрії протистів типу евгленові мають низку особливостей, які відрізняють їх від органел інших ядерних організмів. Зокрема їхня мітохондріальна ДНК має нестандартну структуру.
У диплонеміди Diplonema papillatum розмір мітохондріального геному є дуже великим, порівняним із таким у багатоклітинних тварин, близько 500—600 тисяч пар основ. На відміну від більшості ядерних організмів, у яких наявна одна кільцева молекула мітохондріальної ДНК, у Diplonema papillatum наявно більше 80 невеликих кільцевих ДНК розміром 6 (так званого «класу А») або 7 («клас Б») тисяч пар нуклеотидів, причому мітохондріальні гени розділені на декілька (від 2 до 11) модулів, у 40-550 пар нуклеотидів кожен.

Кожна з цих кільцевих ДНК має характерну структуру: кодуючий фрагмент оточений з двох боків приблизно 50-нуклеотидною унікальною послідовністю, утворюючи «касету», а інша частина молекули складається з повторів, причому навколо цієї «касети» знаходиться ділянка близько 1-3 тисячі пар основ, яка є спільною для молекул одного класу, а на протилежній ділянці кільця є спільна для всіх молекул послідовність з 2,5 тисяч пар нуклеотидів. Зчитування кодуючих фрагментів призводить до появи багатьох коротких пре-мРНК, які надалі методом транс-сплайсингу об'єднуються в зрілі мРНК, що відповідають 12 генам білків дихального ланцюга, ферментам окисного фосфорилювання, рибосомних білків та двох рибосомних РНК. Транспортні РНК у мітохондріальній ДНК не закодовані, імпортуються з цитоплазми. Виявлено також 6 додаткових відкритих рамок зчитування з невідомими функціями. Молекулярний механізм транс-сплайсингу в Diplonema papillatum невідомий.
Крім транс-сплайсингу, в мітохондріях Diplonema papillatum відбувається активне редагування РНК. Більшість транскриптів проходить через додавання урацилів, які додаються в кількості від 1 до 26, часто — в кінці фрагментів пре-мРНК. У 2016 році виявлено два інші процеси редагування РНК: заміни цитидина на уридин та, вперше для мітохондрій, заміни аденозина на інозин. Найбільше таких замін виявилося в РНК субодиниці 4 НАДН-дегідрогенази та рибосомній РНК малої субодиниці мітохондріальної рибосоми. Механізми редагування поки невідомі.

## Реплікація
Мітохондріальна ДНК реплікується гамма-комплексом ДНК-полімерази, який складається з каталітичної ДНК-полімерази масою 140 кілодальтонів (кДа), кодованої геном POLG, і двох додаткових субодиниць масою 55 кДа, кодованих геном POLG2. Реплісомний апарат утворений ДНК-полімеразою, білком TWINKLE і мітохондріальними білками SSB. TWINKLE є геліказою, що розкручує короткі ділянки дволанцюжкової ДНК у напрямку від 5' до 3'. Усі ці поліпептиди закодовані в ядерному геномі.
Під час ембріогенезу реплікація мтДНК від заплідненої яйцеклітини до передімплантаційного ембріона сильно пригнічується. Отримуване зниження кількості копій мтДНК на одну клітину відіграє роль у вузькому місці мітохондрій, використовуючи міжклітинну мінливість для посилення стійкості до успадкування шкідливих мутацій. За словами Джастіна Сент-Джона і його колег: «На стадії бластоцисти початок реплікації мтДНК притаманне клітинам трофектодерми. Навпаки, клітини внутрішньої клітинної маси обмежують реплікацію мтДНК допоки вони не отримають сигнали для диференціювання у певні види клітин.»

Мітохондріальна ДНК людини з 37 генами на відповідних H- і L-нитках

## Гени мтДНК людини та їхня транскрипція

Схематична каріограма, що показує геном людини з 23 парами хромосом, а також мітохондріальний геном (у масштабі внизу зліва, з позначкою «MT»). Його геном відносно малий порівняно з іншими, а кількість копій на людську клітину варіюється від 0 (еритроцити) до 1 500 000 (овоцит).

Мітохондріальна ДНК людини може розглядатись як найменша хромосома організму, що складається з 5 — 10 ідентичних копій ДНК, які несуть 16 568 пар основ з 37 генами та відповідають за біосинтез 13 білків і 22 тРНК. Така коротка нуклеотидна послідовність мтДНК кодує лише незначну частину всіх білків і РНК, що містяться в мітохондріях.
Дві нитки мітохондріальної ДНК людини розрізняють на важку і легку. Тяжка нитка багата гуаніном і кодує 12 субодиниць системи окисного фосфорилювання, дві рибосомні РНК (12S і 16S) і 14 транспортних РНК (тРНК). Легка нитка кодує одну субодиницю та 8 тРНК. Отже, всього мтДНК кодує дві рРНК, 22 тРНК і 13 білкових субодиниць, кожна з котрих бере участь в окисному фосфорилюванні.
- Повна послідовність мітохондріальної ДНК людини в графічному вигляді

| Ген     | Тип              | Продукт                                         | Положення в мітогеномі                   | Нитка |
| ------- | ---------------- | ----------------------------------------------- | ---------------------------------------- | ----- |
| MT-ATP8 | кодування білка  | АТФ-синтаза, Fo субодиниця 8 (комплекс V)       | 08,366–08,572 (перекриваються з MT-ATP6) | Важка |
| MT-ATP6 | кодування білка  | АТФ-синтаза, Fo субодиниця 6 (комплекс V)       | 08,527–09,207 (перекриваються з MT-ATP8) | Важка |
| MT-CO1  | кодування білка  | Цитохром с-оксидаза, субодиниця 1 (комплекс IV) | 05,904–07,445                            | Важка |
| MT-CO2  | кодування білка  | Цитохром с-оксидаза, субодиниця 2 (комплекс IV) | 07,586–08,269                            | Важка |
| MT-CO3  | кодування білка  | Цитохром с-оксидаза, субодиниця 3 (комплекс IV) | 09,207–09,990                            | Важка |
| MT-CYB  | кодування білка  | Цитохром b (комплекс III)                       | 14,747–15,887                            | Важка |
| MT-ND1  | кодування білка  | НАДН-дегідрогеназа, субодиниця 1 (комплекс I)   | 03,307–04,262                            | Важка |
| MT-ND2  | кодування білка  | НАДН-дегідрогеназа, субодиниця 2 (комплекс I)   | 04,470–05,511                            | Важка |
| MT-ND3  | кодування білка  | НАДН-дегідрогеназа, субодиниця 3 (комплекс I)   | 10,059–10,404                            | Важка |
| MT-ND4L | кодування білка  | НАДН-дегідрогеназа, субодиниця 4L (комплекс I)  | 10,470–10,766 (перекриваються з MT-ND4)  | Важка |
| MT-ND4  | кодування білка  | НАДН-дегідрогеназа, субодиниця 4 (комплекс I)   | 10,760–12,137 (перекриваються з MT-ND4L) | Важка |
| MT-ND5  | кодування білка  | НАДН-дегідрогеназа, субодиниця 5 (комплекс I)   | 12,337–14,148                            | Важка |
| MT-ND6  | кодування білка  | НАДН-дегідрогеназа, субодиниця 6 (комплекс I)   | 14,149–14,673                            | Легка |
| MT-RNR2 | кодування білка  | Гуманін                                         | —                                        | —     |
| MT-TA   | транспортна РНК  | тРНК-аланін (Ala або A)                         | 05,587–05,655                            | Легка |
| MT-TR   | транспортна РНК  | тРНК-аргінін (Arg або R)                        | 10,405–10,469                            | Важка |
| MT-TN   | транспортна РНК  | тРНК-аспарагін (Asn або N)                      | 05,657–05,729                            | Легка |
| MT-TD   | транспортна РНК  | тРНК-аспарагінова кислота (Asp або D)           | 07,518–07,585                            | Важка |
| MT-TC   | транспортна РНК  | тРНК-цистеїн (Cys або C)                        | 05,761–05,826                            | Легка |
| MT-TE   | транспортна РНК  | тРНК-глутамінова кислота (Glu або E)            | 14,674–14,742                            | Легка |
| MT-TQ   | транспортна РНК  | тРНК-глутамін (Gln або Q)                       | 04,329–04,400                            | Легка |
| MT-TG   | транспортна РНК  | тРНК-гліцин (Gly або G)                         | 09,991–10,058                            | Важка |
| MT-TH   | транспортна РНК  | тРНК-гістидин (His або H)                       | 12,138–12,206                            | Важка |
| MT-TI   | транспортна РНК  | тРНК-ізолейцин (Ile або I)                      | 04,263–04,331                            | Важка |
| MT-TL1  | транспортна РНК  | тРНК-лейцин (Leu-UUR або L)                     | 03,230–03,304                            | Важка |
| MT-TL2  | транспортна РНК  | тРНК-лейцин (Leu-CUN або L)                     | 12,266–12,336                            | Важка |
| MT-TK   | транспортна РНК  | тРНК-лізин (Lys або K)                          | 08,295–08,364                            | Важка |
| MT-TM   | транспортна РНК  | тРНК-метіонін (Met або M)                       | 04,402–04,469                            | Важка |
| MT-TF   | транспортна РНК  | тРНК-фенілаланін (Phe або F)                    | 00,577–00,647                            | Важка |
| MT-TP   | транспортна РНК  | тРНК-пролін (Pro або P)                         | 15,956–16,023                            | Легка |
| MT-TS1  | транспортна РНК  | тРНК-серин (Ser-UCN або S)                      | 07,446–07,514                            | Легка |
| MT-TS2  | транспортна РНК  | тРНК-серин (Ser-AGY або S)                      | 12,207–12,265                            | Важка |
| MT-TT   | транспортна РНК  | тРНК-треонін (Thr або T)                        | 15,888–15,953                            | Важка |
| MT-TW   | транспортна РНК  | тРНК-триптофан (Trp або W)                      | 05,512–05,579                            | Важка |
| MT-TY   | транспортна РНК  | тРНК-тирозин (Tyr або Y)                        | 05,826–05,891                            | Легка |
| MT-TV   | транспортна РНК  | тРНК-валін (Val або V)                          | 01,602–01,670                            | Важка |
| MT-RNR1 | рибосомальна РНК | Мала субодиниця: SSU (12S)                      | 00,648–01,601                            | Важка |
| MT-RNR2 | рибосомальна РНК | Велика субодиниця: LSU (16S)                    | 01,671–03,229                            | Важка |

Між більшістю (але не всіма) областями, що кодують білки, є присутньою тРНК (див. мапу мітохондріального геному людини). Під час транскрипції тРНК набуває властивої L-подоби, яка розпізнається і розщеплюється специфічними ферментами. Внаслідок процесингу мітохондріальної РНК окремі послідовності мРНК, рРНК і тРНК вивільняються з первинного транскрипту. Так, згорнуті тРНК діють як своєрідні розділові знаки (т.з. геномна пунктуація) вторинної структури.

## Застосування в еволюційній біології і систематиці
Мітохондріальна ДНК зберігається в усіх еукаріотичних організмах, а власне мітохондрії відіграють критичну роль у клітинному диханні. Однак через менш ефективне відновлення ДНК (порівняно з ядерною ДНК) мітохондріальна має відносно високу частоту мутацій (хоча повільніша за інші ділянки ДНК, як-то мікросателіти), що робить її корисною для вивчення еволюційних взаємин — філогенії — організмів. Біологи можуть визначати, а потім порівнювати послідовності мтДНК різних видів та використовувати висліди порівнянь задля побудови еволюційного дерева для вивчених видів.
Наприклад, хоча більшість ядерних генів у людей і шимпанзе майже тотожні, їхні мітохондріальні геноми розрізняються на 9,8 %. Мітохондріальні геноми людини і горили розрізняються на 11,8 %, що дозволяє припустити, що люди можуть бути тісніше пов'язані з шимпанзе, ніж з горилами.

## мтДНК в ядерній ДНК
Повні геномні послідовності 66 083 людей показали, що більшість із них мали мітохондріальну ДНК, вставлену в їхні ядерні геноми. Понад 90 % цих ядерних мітохондріальних вставок з'явилися вже після виділення людини як окремий рід серед приматів. Дослідження вказують, що подібні зміщення відбуваються з частотою один раз на кожні 4000 народжених людей.
Схоже, що органелярна ДНК набагато частіше переноситься на ядерну ДНК, ніж вважалося раніше. Це спостереження також підтверджує ідею теорії ендосімбіонтів про те, що органели еукаріотів походять від ендосімбіонтів, більша частина ДНК яких була перенесена в ядро клітини, внаслідок чого власний геном органел скоротився.

## Історія відкриття
Мітохондріальну ДНК відкрили в 1960-х роках Марґіт Насс і Сільван Насс за допомогою електронної мікроскопії у вигляді чутливих до ДНКази ниток усередині мітохондрій. Також до відкриття долучились Еллен Гаслбруннер, Ганс Таппі та Ґоттфрід Шац за допомогою біохімічних аналізів високоочищених фракцій.

## Бази даних мітохондріальних послідовностей
Було створено кілька спеціалізованих баз даних для збирання послідовностей мітохондріального геному. Хоча більшість з них зосереджена на даних про послідовності, деякі з них містять філогенетичну або функціональну інформацію.
- AmtDB: база даних мітохондріальних геномів стародавніх людей.[33]
- InterMitoBase: анотована база даних та платформа розбору міжбілкових взаємодій мітохондрій людини.[34] (востаннє оновлено 2010 року)
- MitoBreak: база даних точок розриву мітохондріальної ДНК.[35]
- MitoFish та MitoAnnotator: база даних мітохондріального генома риб.[36][37]
- Mitome: база даних для порівняльної мітохондріальної геноміки багатоклітинних тварин.[38] (більше недоступно)
- MitoRes: ресурс кодованих в ядрі мітохондріальних генів і їхніх продуктів у багатоклітинних тварин.[39] (давно не оновлюване)
- MitoSatPlant: база даних мітохондріальних мікросателітів підцарства зелених рослин.[40]
- MitoZoa 2.0: база даних для порівняльного й еволюційного розбору мітохондріальних геномів царства тварин.[41] (більше недоступно)